# Емил Мицански
Емил Мицански (роден на 2 юли 1964 г.) е бивш български футболист, атакуващ полузащитник.

## Биография
Играл е за Пирин, Вихрен, от Пирин преминава в Левски (София) (1993 - 9 мача, 1994 - 4 мача), Спартак (Варна) (пролет'1994, 7 мача), Добруджа (1995-1997, 27 мача и 11 гола), Миньор (Перник) (1997/ес. - 7 мача и 2 гола) и в Гърция. Шампион на България през 1993 и 1994 г. с Левски (Сф), носител на купата на страната през 1994 г. В евротурнирите има 3 мача (1 мач за Левски в КЕШ и 2 мача за Пирин в турнира за купата на УЕФА). Има 4 мача за националния отбор.